# جيانغ فان
جيانغ فان (بالصينية: 姜帆) هي دراجة صينية، ولدت في 18 مارس 1990.

## وصلات خارجية
- جيانغ فان على موقع أرشيف الدراجات (الإنجليزية)
- جيانغ فان على موقع أوليمبيديا (الإنجليزية)